# Geranylgeranylpyrofosfát
Geranylgeranylpyrofosfát je organická sloučenina, meziprodukt biosyntézy diterpenů a diterpenoidů. Rovněž jde o prekurzor karotenoidů, giberelinů, tokoferolů a chlorofylů.
Z této látky se také tvoří geranylgeranylované proteiny, které se nacházejí v lidských buňkách.
Geranylgeranylpyrofosfát se tvoří z farnesylpyrofosfátu adicí isoprenové jednotky z isopentenylpyrofosfátu.